# Penta-di-Casinca
Penta-di-Casinca is een gemeente in het Franse departement Haute-Corse (regio Corsica). De gemeente telde 3.523 inwoners op 1 januari 2022. De plaats maakt deel uit van het arrondissement Corte. De plaats wordt regelmatig ook Penta-Folelli genoemd.

## Geschiedenis
De plaats is ontstaan in de 13e eeuw rond een strategisch gelegen kasteeltoren op een heuvel. Een nieuwe wijk, Quartier du Borgu, onderaan de heuvel ontstond tussen de 15e en de 16e eeuw. Halfweg de 17e eeuw werd de barokke kerk San Michele de Penta di Casinca gebouwd. Deze verving een romaanse kapel buiten de dorpskern. Tussen de 17e en de 19e eeuw breidde de bebouwing zich uit naar het noordelijk uiteinde van de heuvelrug langs de weg. Later breidde de gemeente zich uit in de vlakte langs de autoweg en aan de kust.

## Geografie
De oppervlakte van Penta-di-Casinca bedroeg op 1 januari 2022 18,53 vierkante kilometer; de bevolkingsdichtheid was toen 190,1 inwoners per km².
Het historische centrum van de gemeente bevindt zich landinwaarts op een hoogte. Recenter is de bebouwing langs de autoweg T10, het Quartier de Folelli. Aan de kust ligt de badplaats San Pellegrino.
De onderstaande kaart toont de ligging van Penta-di-Casinca met de belangrijkste infrastructuur en aangrenzende gemeenten.

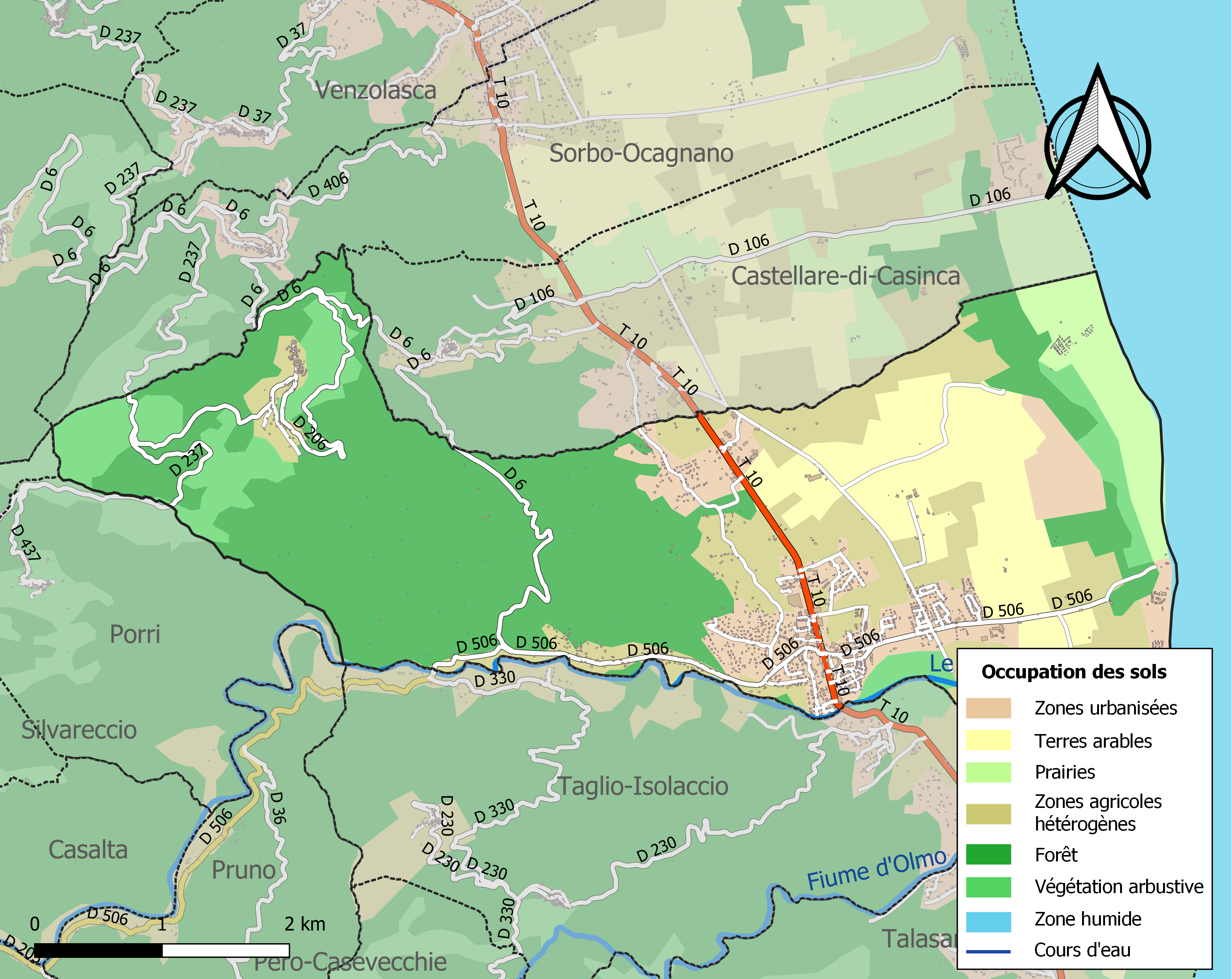

## Demografie
Onderstaande figuur toont het verloop van het inwonertal (bron: INSEE-tellingen).

Vanwege een beveiligingsprobleem met de MediaWiki Graph-software is het momenteel niet mogelijk deze grafiek weer te geven. Zodra de software is bijgewerkt zal de grafiek vanzelf weer zichtbaar worden.